# Osservatorio astronomico nazionale della Colombia

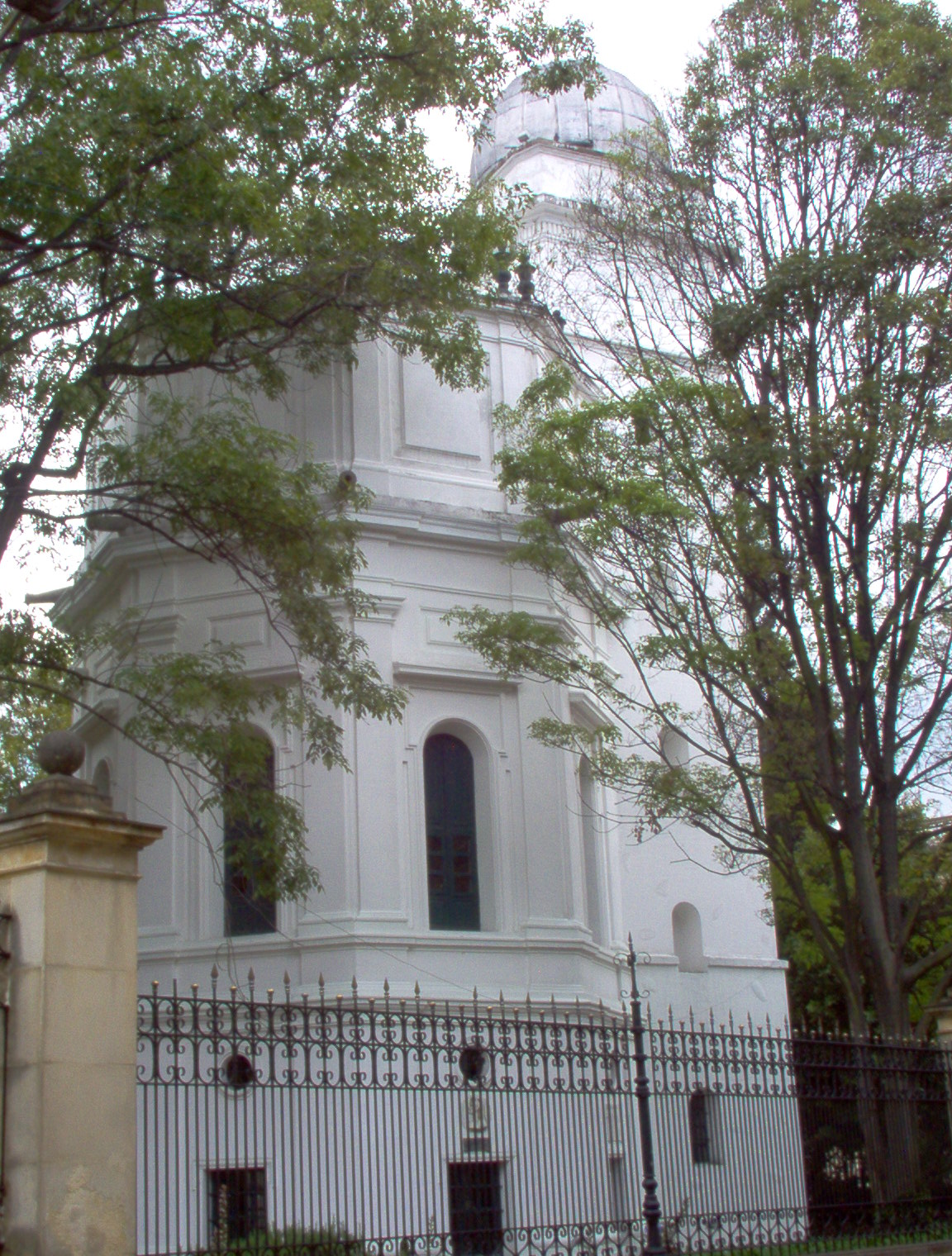
L'edificio storico dell'Osservatorio

L'osservatorio astronomico nazionale della Colombia (OAN) è stato il primo osservatorio astronomico telescopico costruito nel continente americano. 
La sua costruzione ebbe inizio a Bogotà su iniziativa del naturalista José Celestino Mutis, presso la Casa de Nariño, nel giardino della Real Expedición Botánica del Nuevo Reino de Granada il 24 maggio 1802, sotto la direzione dell'architetto Domingo de Petrés, e terminò il 20 agosto 1803. L'edificio storico è stato dichiarato monumento nazionale nel 1975. 
L'edificio attuale, più moderno, fa parte della Facoltà di Scienze dell'Università Nazionale della Colombia.

## Storia

### Periodo coloniale
La fondazione dell'osservatorio di Bogotà fu promossa dal naturalista José Celestino Mutis: era il primo osservatorio telescopico sul continente americano. L'edificio si trovava nel recinto dell'orto botanico della  Real Expedición Botánica del Nuevo Reino de Granada e venne terminato nel 1803. Mutis ne nominò direttore Francisco José de Caldas, che cominciò le rilevazioni astronomiche e meteorologiche nel 1805.
Caldas permise ai cospiratori contro il dominio spagnolo come Antonio Nariño e Camilo Torres Tenorio di riunirsi nell'Osservatorio. L'inizio dei combattimenti nel 1810 obbligò Caldas a tralasciare gli studi scientifici. Nel 1814 le truppe di Simón Bolívar si acquartierarono a Bogotà, occupando anche l'osservatorio. 
Dopo l'esecuzione di Caldas su ordine di Pablo Morillo, durante la riconquista spagnola della Nuova Granada, l'attività scientifica dell'osservatorio cessò.

### Dopo l'indipendenza
L'abbandono dell'osservatorio durò fino al 1823, quando giunse in Colombia la Missione Boussingault, composta da cinque giovani scienziati stranieri, chiamata da Simón Bolívar che aveva chiesto assistenza all'estero per sviluppare lo studio delle scienze naturali nella nuova repubblica. Tuttavia, il disinteresse della nuova classe dirigente lasciarono che la missione si esaurisse nel giro di pochi anni, lasciando la direzione dell'osservatorio nel 1827 a scienziati locali. 
Nel 1848 l'osservatorio fu incorporato nel  Colegio Militar, istituito per formare gli ingegneri civili e militari. Perciò l'edificio dell'osservatorio fu usato come anfiteatro per le lezioni d'ingegneria. Nel 1854, in seguito al colpo di stato di José María Melo, il Colegio Militar cessò di funzionare e l'osservatorio rimase in stato di abbandono, tanto che il Governo ne affittò i locali per uso privato, compreso quello di gelateria. 
Nel 1859 l'edificio ritrovò il suo uso originario, sotto la direzione di un ingegnere militare. Nel 1862, peraltro, fu nuovamente occupato da un reparto di tiratori, che utilizzarono come fortino, nell'ambito della quarta guerra civile colombiana. Nel 1866 venne nominato direttore un altro ingegnere militare e ripresero le rilevazioni astronomiche e meteorologiche. 
Tuttavia, nel 1867 l'edificio fu nuovamente convertito a prigione per custodire il presidente destituito Tomás Cipriano Mosquera fino al 22 novembre, quando fu mandato in esilio in Perù. Nello stesso anno era stata fondata l'Università Nazionale della Colombia e nell'anno successivo il rettore nominò un direttore per l'osservatorio, che tenesse anche le lezioni di meteorologia, astronomia, paleontologia e geologia. 
Nel 1882 iniziò la pubblicazione degli Anales del Observatorio Astronómico Nacional de Bogotá, composti da sole sei pagine per numero. 
Nel 1891 divenne direttore dell'osservatorio Julio Garavito Armero, che diede impulso all'istituzione. Dopo la sua morte nel 1920 l'osservatorio entrò in una fase di inattività totale: il presidente della Repubblica Marco Fidel Suárez avrebbe voluto affidare la direzione a uno studioso straniero, ma la  Sociedad Colombiana de Ingenieros si oppose. Il risultato fu che l'edificio cadde in rovina e gli strumenti e i libri sparirono o si rovinarono. 
Con l'elezione di Enrique Olaya Herrera alla presidenza della repubblica nel 1930 l'osservatorio venne riorganizzato e il nuovo direttore fondò anche l'Accademia colombiana di scienze esatte, fisico-chimiche e naturali e diede vita alla rivista anche di questa istituzione.

### Parte dell'Università Nazionale

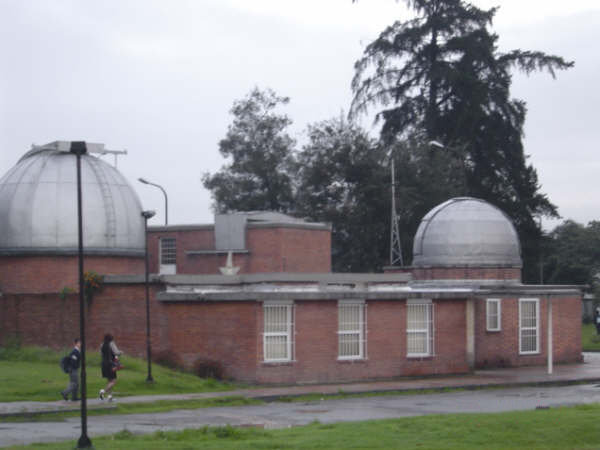
Edificio attuale, nella città universitaria di Bogotá

Nel 1936 l'osservatorio astronomico è stato incorporato nell'Università Nazionale della Colombia.
Un nuovo edificio è stato costruito all'interno della città universitaria di Bogotá nel 1952, per il quale è stato comprato un telescopio rifrattore apocromatico di 4 elementi di 20 cm di apertura e 3 metri di distanza focale.
Oggi l'osservatorio è un dipartimento della Facoltà di Scienze, nel campus di Bogotá dell'Università della Colombia, svolge attività di ricerca e di insegnamento, conferisce la laurea magistrale in Astronomia, unico titolo universitario di astronomia in Colombia.